# Piotr (kardynał S. Pudenziana)
Piotr (zm. 1144) – kardynał prezbiter S. Pudenziana od 1140 roku.
Uczestnik papieskich elekcji we wrześniu 1143 i w marcu 1144. Podpisywał bulle papieskie między 27 października 1140 a 15 maja 1144. W dokumencie datowanym na 12 sierpnia 1144 roku jest określony jako archiprezbiter bazyliki watykańskiej.